# Snage za brzo djelovanje
Snage za brzo djelovanje (RRF) bile su snage Zapadnoeuropske unije, čiju su glavninu činile britansko-francuske komandoske snage koje su prema francusko-britanskom planu trebale rasporediti se na Dinaru. Trebale su biti kao nekakve "mirovne snage". Poslane su u BiH bez mandata UN-a, da bi tobože pomogle evakuaciji UNPROFOR-a ako rat eskalira. Sumnjivost njihove zadaće bila je jasna što su poslani u dok je trajala srpska ofenziva na Srebrenicu, daleko od istoka Bosne, niti je išta govorilo da bi priskočili u pomoć nizozemskim plavcima.
Nastale su na francusku inicijativu. Vremenom je Britanija pretekla inicijatore u broju vojnika, a Britanci su ubrzo izigrali Francuze tako što su svog čovjeka stavili za zapovjednika. Vremenom je dolazilo do neskrivenih tenzija između tih dviju frakcija.
Ideja se rodila kad je Republika Srpska gubila strateško zaleđe iza Knina, na Dinari, čime je pobunjenička paradržava hrvatskih Srba bila ugrožena, a ratni dobici Republike Srpske na jugozapadu se topili da su bosanski Srbi počeli gubiti matični teritorij.
Dio britanskih snaga za brzo djelovanje već se nalazio na području HR Herceg-Bosne i prije 16. lipnja 1995. godine, tj. prije no što je uopće donesena rezolucija koja im to omogućuje.
Kad su akcije saveznika, Hrvata i Bošnjaka uz američko pokroviteljstvo bile u punom zamahu lipnja 1995., najelitnije postrojbe britanske i francuske vojske spontano su se počele iskrcavati u splitskoj zračnoj luci te su se zaputile prema BiH. Iskrcavanje je bilo u jeku hrvatskih vojnih uspjeha, kad su HV i HVO zauzeli područja Grahova i Glamoča, kao i uzvisine s kojih su se mogli kontrolirati Livanjsko polje, Vrličko polje i dolina Cetine, čime su razvukli srpske snage i pomogli deblokiranje područja Bihaća, u kojemu se 160 tisuća civila i vojnika Armije BiH našlo u srpskom okruženju i kojima je prijetila četverostruko veća tragedija nego ona Žepe i Srebrenice. Britansko-francuske snage iskcavanje su učinile bez ikakvih unaprijed utvrđenih dogovora i bez ikakva mandata UN-a. Iskrcale su se u Splitu i Pločama, počele su se nasilno razmještati po Bosni i Hercegovini u području Tomislavgrada pod krinkom izvođenja vježbi. Činila su ga dva bataljuna britanskih "alphi" te elitni francuski bataljun Bravo. Ulogorili su se spontano u Tomislavgradu gdje su intenzivno trenirali. Uporno su htjeli da se mogu utaboriti na Dinari, odakle je trebala ići Oluja. Francuzi su htjeli na Kupres, odakle se kontrolira cijela zapadna i jugozapadna Bosna. Time bi zaštitile Srbe i Knin od daljnjega poraza.
Na dulji rok, britanski je dio snaga htio poći prema Vitezu gdje bi se spojio s britanskim unproforcima, a francuski u Bugojno. Plan je bio opet izazvati hrvatsko-bošnjački sukob i razbiti hrvatsko-bošnjački prirodni savez, čiji su "mogući novi sukob" već nagovješćivali iako do njega nikako nije trebalo doći.
Reagirali su i Hrvatska i BiH. Predsjednik Republike Hrvatske Franjo Tuđman nije dopustio tim snagama iskrcavanje na teritorij Republike Hrvatske sve dok ne budu propisno označeni bijelom bojom i znakovljem UN-a, a predsjednik Federacije BiH Krešimir Zubak u dogovoru s Alijom Izetbegovićem 19. srpnja 1995. zaustavio je njihovo daljne razmještanje dok se ne utvrdi koji je mandat i zadaća tih snaga i zabranio im daljnji raspored bez jasnog mandata UN-a.  Izrazio je iznenađenje što su se razmjestili tako daleko od bojišta, a smjestili su se isključivo na područjima pod kontrolom HVO-a. Te britansko-francuske specijalne izvodile su vojne vježbe po kukuruzima oko Tomislavgrada, dok je isto vrijeme u Srebrenici bio najveći pokolj, koji su te snage bez problema mogle zaustaviti.  RH i BiH su se usprotivile postavljanju tih snaga tako da nisu nikad razmještene. Ova je britanska inicijativa ubrzala tijek priprema i samo izvođenje Oluje. Britanija se mjesecima uoči Oluje besramno tužila međunarodnim posredniciam kako imaju problema u razmještanju tih snaga. Na prijamu u MVP RH sazvanom 21. srpnja na zahtjev dužnosnika britanskog veleposlanstva, britanski se predstavnik žalio Ivanu Šimonoviću da Hrvati Britancima koji su se htjeli smjestiti duž Dinare, priječe nesmetano kretanje, iskrcaj i prijevoz oružja.
Prava namjena ovih snaga bila očigledno je da budu sigurnosni tampon kojim bi se pod izlikom 'zbog sprječavanja širenja sukoba' osiguralo da Hrvatska ne može udariti iz tog pravca na glavni grad pobunjenih hrvatskih Srba, što se poklapalo s već poznatim informacijama koje je imao SIS (Sigurnosna informativna služba Ministarstva obrane), a koje su govorile da britanska vojska planira takvo raspoređivanje duž Dinare i da se sprema vrtoletima prebaciti 6 haubica 122mm kako bi topničkom vatrom očito zaštitila Srbe. Time su V. Britanija i Francuska pokušale u zadnji trenutak spriječiti američki plan kojim bi se vojno riješila kriza. Britansko razmještanje bi de facto spriječilo planirani prodor Gotovininih snaga ka Kninu. 
Čvrsti stav Federacije BiH i jedinstveni nastup s Republikom Hrvatskom spriječio je ovu britansko-francusku misiju na Dinari.
Kad je HVO krenuo spašavati Bihać, britansko je zapovjedništvo postalo sve nervoznije i otvoreno je prijetilo. 21. srpnja su razgovarajući s predstojnikom Zubakova ureda Slobodanom Božićem, rekli da je stanje kritčno te da će "ne dođe li do konačnog dogovora, snage za brzo djelovanje uskoro biti u poziciji da vojno djeluju, a pritom ne bi željeli djelovati protiv pogrešnih ljudi". Srećom po RH i BiH, ova posebna misija Britanaca i Francuza nije uspjela u svojoj nakani.